# خوسيه بيرغوس
خوسيه بيرغوس هو قسيس وكاتب فلبيني، ولد في 9 فبراير 1837 في فيغان في الفلبين، وتوفي في 17 فبراير 1872 في مانيلا في الفلبين.

## وصلات خارجية
- خوسيه بيرغوس على موقع الموسوعة البريطانية (الإنجليزية)